# Frênette
La frênette, ou cidre de frêne, est une boisson fermentée légèrement alcoolisée, préparée à base de feuilles de frêne. 

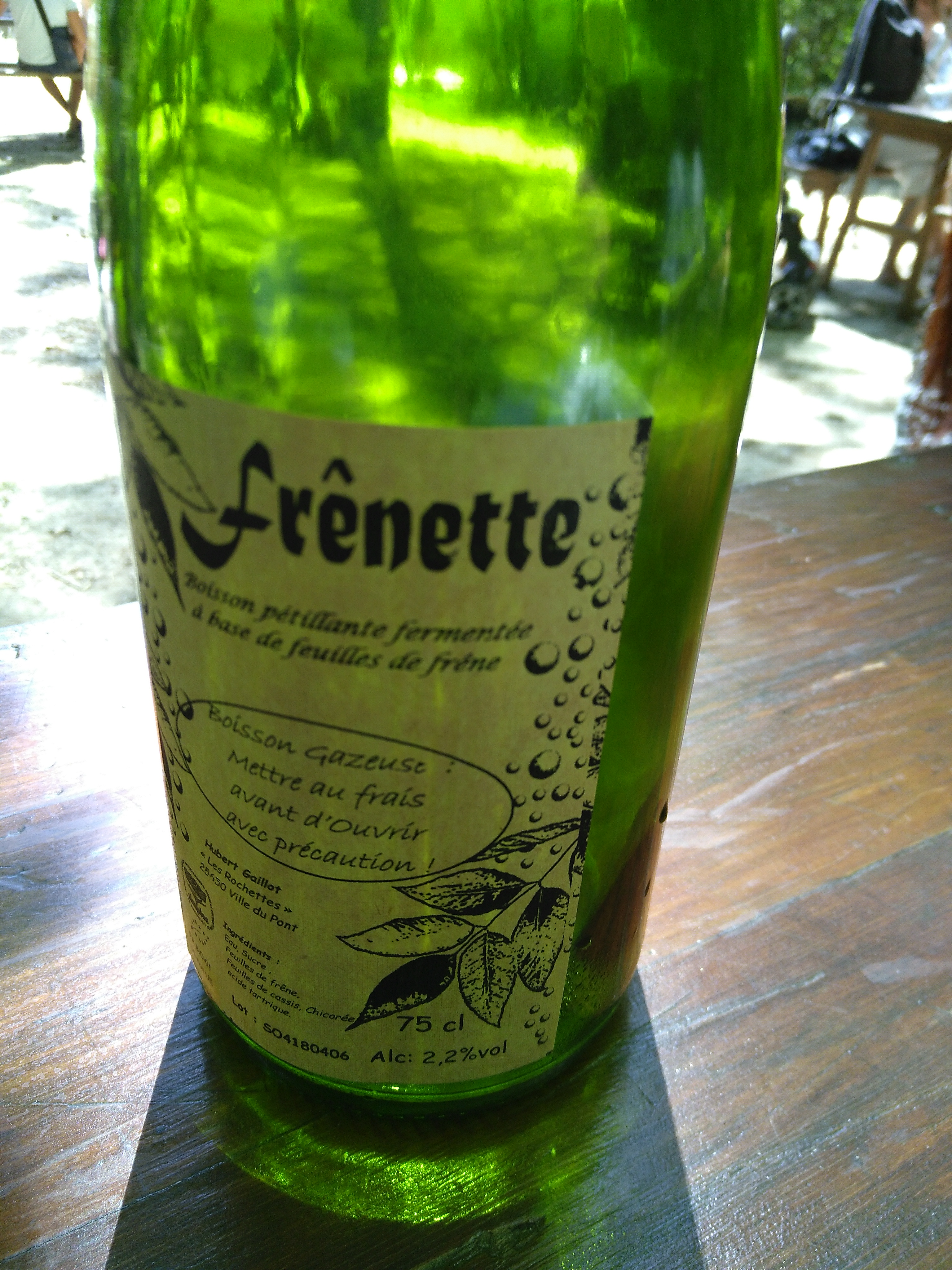
Bouteille de frênette.

## Description
Elle était fabriquée à l’origine uniquement à base de feuilles de frêne, le sucre provenant d'une part de l'exsudat de sève des feuilles piquées par le puceron Gossyparia ulmi (manne de frêne) et d'autre part des déjections sucrées (miellat) de ce puceron.
Plus tard, pour produire en plus grande abondance et/ou avec un degré d'alcool plus élevé, on y ajouta du sucre, ainsi que du houblon, de la chicorée, de l’acide tartrique et de la levure de vin ou de bière.
L'appellation « frênette » est plutôt utilisée en Belgique, dans le nord-est de la France, en Normandie (pays de Caux) et en Picardie (pays de Bray), tandis que celle de « cidre de frêne » l’est dans le nord de la France.
Le degré d’alcool est de l’ordre de 3,5 %. La frênette est une boisson désaltérante qui se boit fraîche. 
Au début des XIXe siècle et XXe siècle, en Normandie et en Picardie, la frênette se buvait aussi au cours des repas (au dîner, « repas du midi » et au souper, « repas du soir »), généralement coupée d’eau, surtout à la campagne, à raison de 50 % pour les adultes et 2/3 pour les jeunes gens.

## Vertus
La frênette est rafraîchissante, mais aussi réputée tonique, dépurative. Elle était autrefois vendue comme telle en pharmacie et de manière exagérée selon Vincent Robbe et André Gavaland (2006), et on l'a aussi dénommée « quinquina d'Europe ».